# مشاوره خانواده
مشاوره خانواده نوعی از مشاوره روانشناسی است که به برطرف کردن مسائل خانوادگی و آنچه در یک خانواده می‌گذرد، می‌پردازد. مشاوره خانواده به بررسی مسائل و مشکلات همه افراد خانواده می‌پردازد و با آنها ارتباط مؤثر و مفیدی برقرار می‌کند. مشاوران خانواده از جمله روانشناسانی هستند که به دلیل بررسی کل خانواده و مراجعه همه اعضای خانواده، می‌توانند تحلیل بهتر و روشن تری از مسائل افراد آن خانواده داشته باشند.

## چه افرادی به مشاوره خانواده نیاز دارند؟
در واقع خانواده ایی که به مشاوره خانواده رجوع می‌کند، به میزانی از سطح رشد و شناخت دست یافته و کاملاً آگاه است که بررسی و تحلیل مسائل خانوادگی شان تحت نظر یک مشاور روانشناس مجرب، می‌تواند به مراتب مشکلاتشان را بهتر تشخیص دهد و به درمان و بهبود خود و افراد خانواده بپردازد. خانواده‌هایی که به این میزان از رشد فرهنگی دست پیدا کرده‌اند که می‌توانند با هم صحبت کنند و هر گاه احساس کردند در زمینه‌هایی، صحبت‌هایشان نتیجه بخش نیست و لازم است کارشناس و مشاور مجربی به آنها حرف‌هایی را بزند یا حرف‌هایی را که ترجیح می‌دهند ابتدا با مشاوران روانشناس خود مطرح کنند و بعد به صورت اصولی و پایه ایی آن را در خانه و خانواده‌شان اجرا کنند، خانواده‌های در حال رشد و پیشرفت هستند. این خانواده‌ها از لحاظ روانی، روان سالمتری نسبت به خانواده‌هایی که مدام در جنگ، بحث و دعوا هستند یا مدام در قهر و کینه‌توزی از یکدیگر قرار دارند می‌باشند.

## ریشه آسیب‌ها
دور ماندن از آسیب‌های احتمالی، ریشه در آسیب‌های کودکی که در خانواده با آنها روبرو شده‌ایم دارد. اگر کودکی در خانواده آسیب دیده باشد، در جنگ و بحث‌های مدام بوده باشد، عزت نفسش رشد پیدا نکرده باشد و ارتباط مؤثر و مفیدی با افراد خانواده نداشته باشد، او را به آسیب‌های دوره بزرگسالی نزدیک می‌کند و پس از آن با مقداری از خشم و کینه و حس خودتخریبی به سمت آسیب سوق داده می‌شود. اعتیاد، طلاق، اختلال شخصیت، اجتماع گریزی و ضد اجتماعی بودن از دسته آسیب‌هایی هستند که متوجه هر فردی است که در کودکی خانواده بامحبت و حمایت گری نداشته است؛ بنابراین خانواده‌ها وظیفه بسیار خطیری در رشد و حمایت فرزندانشان دارند و تنها تأمین غذا و جای خواب خوب، فرزندانشان را فرزندانی با روان سالم و دور از آسیب نمی‌کند. ممکن است فرزندی در خانواده ایی عذای خوب نخورد اما احساس امنیت و حمایت خانوادگی خود را در آن شرایط از پدر و مادرش دریافت کند و بتواند درک کند که «ما همدیگر را دوست داریم و برای رفع نیازهایمان تلاش می‌کنیم و فقط ممکن است الان شرایط بدی داشته باشیم اما یکدیگر را داریم و در کنار هم خواهیم بود».
مشاوران خانواده می‌توانند در مواردی که خانواده‌ها با هم در بحث‌های طولانی هستند و حتی نمی‌توانند منظور اصلیشان را بهم رسانند، عاملی برای کمک به افراد خانواده باشند و با صرف وقت برای هر یک از اعضای خانواده و شنیدن حرفهای هر کدام به صورت جداگانه به نوعی اتحاد، آشتی و برقراری صلح به افراد خانواده برسند.

## مثالی از یک نمونه مشاوره خانواده
مثلاً پدر و پسری که رابطه خوبی با یکدیگر ندارند، صمیمانه یکدیگر را دوست دارند اما همیشه با شروع یک حرف، گفتگویشان به بحث‌های طولانی می‌کشد و در خشمی مداوم از یکدیگر هستند. در این مواقع مشاور خانواده با بررسی دقیق علت، دلایل بحث‌ها و شنیدن حرف‌ طرف های درگیر، می‌تواند مشکل را پیدا کرده، آن را بررسی کند و به بهبود و انسجام رابطه‌شان بپردازد. در آن خانواده به مرور بحث و گفتگوهای بی پایان کمتر می‌شود، رابطه پدر و پسر صمیمی تر می‌شود و پس از گذراندن دوره ایی از مشاوره با یادگیری و اجرای راهکارهای گذشته می‌توانند در آینده از بروز احتمال خطا در رابطه‌شان نیز جلوگیری کنند.

## هدف خانواده درمانی
در این رابطه کنفوسیوس می گوید:
برای درست کردن جهان باید ملت را اصلاح کرد، برای اصلاح ملت، ابتدا باید خانواده را اصلاح کرد، برای اصلاح خانواده باید زندگی شخصی خود را اصلاح کنیم. ابتدا باید قلبمان را اصلاح کنیم.
هدف از مشاوره خانواده این است که به افراد در بهبود ارتباطات، حل مشکلات خانوادگ ، درک و رسیدگی به چالش های خانوادگی و ایجاد یک محیط سالم در خانه با عملکرد بهتر کمک کند (خانواده درمانی، 2017).
اهداف خانواده درمانی به مشکلات مراجعین بستگی دارد. به عنوان مثال، اهداف مشاوره خانواده ممکن است بر اساس سناریوهای زیر متفاوت باشند:
- یکی از اعضای خانواده از اسکیزوفرنی یا مشکلات روانی شدید رنج می برد: هدف این است که به سایر اعضای خانواده کمک کند تا این اختلال را درک کنند و با تغییرات روانی که ممکن است بیمار متحمل شود، سازگار شوند.
- مشکلاتی که از تفاوت بین نسل ایجاد می شود، مانند زمانی که والدین یک خانه را با مادربزرگ و مادربزرگ و مادربزرگ به اشتراک می گذارند، یا فرزندان توسط مادربزرگ ها و مادربزرگ ها بزرگ می شوند: هدف بهبود ارتباطات و کمک به اعضای خانواده برای تعیین مرزهای سالم است.
- اعضای خانواده که از پیش زمینه های ترکیب نژادی، فرهنگی و مذهبی رنج می می برند: هدف این است که به اعضای خانواده کمک کنیم تا درک خود را از یکدیگر بیشتر کنند و روابط سالم برقرار کنند.
- به نظر می رسد مشکلات بیمار به طور غیرقابل توصیفی با مشکلات سایر اعضای خانواده گره خورده است: در مواردی که مشکل یا مشکلات عمیقاً در مشکلات سایر اعضای خانواده ریشه دارد، هدف از پرداختن به هر یک از موضوعات کمک کننده و حل یا کاهش اثرات این الگوی است. چالش ها و مسائل

## نیاز به استفاده از مشاوره خانواده در زمینه های گوناگون زندگی
با توجه بسطح پیشرفت دانش و تکنولوژی در زندگی ما، خواه یا ناخواه با چالشهای جدید زیادی در زندگی مواجه میشویم.
که نیاز به استفاده از مشاوره در زمینه های گوناگون داریم .مشاوره خانواده
از جمله :
- ازدواج، قبل از ازدواج، هنگام ازدواج،مشاوره های مقطعی جهت آشنایی نحوه برخورد با خانواده همسران.
- دوران بارداری و پس از آن، مشاوره نحوهبرخورد با فرزندان در خانواده،
- مورد فهرست گلوله‌ایمشاوره در زمینه چالشهای پیش آمده در خانواده ها نظیر اعتیاد، همسر دوم،افسردگی، خودکشی،
- مرگ یکی از بستگان و یا اختلافات رایج تر در خانواده هر چه بیشتر احساس می شود.

مشاوره خانواده ها تنها به حل اختلاف وایجاد جو مسالمت آمیز ختم نمیشود